# Heldenzeitlied
Als Heldenzeitlied wird eine Liedform des Hoch- und Spätmittelalters bezeichnet, in der wie im Heldenlied zwar noch von den alten Helden aus alter Zeit berichtet wird, doch in einer milderen Form. Als typisches Beispiel gilt das Jüngere Hildebrandslied. Die Helden werden menschlicher gezeichnet, das Erschlagen des eigenen Sohnes – wie im althochdeutschen älteren Hildebrandslied geschildert – wären dem sich immer mehr zivilisierenden Publikum nicht mehr heldenhaft, sondern einfach brutal erschienen. Darum wird in der jüngeren Version ein versöhnlicher Ausgang angestrebt.
Das Heldenzeitlied wird als Bindeglied zwischen Heldenlied und deutschem Volkslied und Ballade mit vierhebigen Versionen und vierzeiligen Strophen angesehen.